# Pitsos
PITSOS SA (en grec moderne : Πίτσος Α.Ε.) est une entreprise fondée à Athènes en 1865 qui a commencé par la fabrication de petits appareils électroménagers et de radiateurs au mazout. En 1959, elle a élargi sa production aux réfrigérateurs en ouvrant une nouvelle usine; elle a rapidement investi massivement dans le développement et la production d'une large gamme d'appareils électroménagers modernes, y compris des téléviseurs. D'autres structures métalliques, dont des camionnettes à 3 roues, ont également été produites. En 1976, elle a été achetée par BSH Hausgeräte. En 1996 elle a été rebaptisée "BSP ABE Ikiakon Syskeyon". Gaggenau et Neff ont rejoint le groupe en 1998 et 2002 respectivement. Récemment, la société a été rebaptisée « BSH Home Appliances » (« BSH Ikiakes Syskeves ABE »). Elle bénéficie d'une position de premier plan sur le marché grec de l'électroménager avec une part de marché d'environ 40 %. Son chiffre d'affaires a atteint 308 millions d'euros en 2005. Environ un tiers du chiffre d'affaires total provient des exportations principalement vers l'Europe et le Moyen-Orient.
Les installations de production se trouvent maintenant au Pirée et l'entreprise emploie 1 200 personnes.Elle est le premier fabricant d'électroménagers (comme les réfrigérateurs, les réfrigérateurs et les fours et, de moins en moins, les systèmes de lavage) en Grèce, produisant 400 000 unités par an, dont 30 % à l'exportation[réf. nécessaire]. L'entreprise fabrique des produits qui intègrent des innovations importantes telles que les technologies « No Frost » et « Super Frost » sur les systèmes de réfrigération et le système de « pyrolyse » sur les systèmes de cuisson.
En 2020, la société a annoncé la fermeture de son usine en Grèce et son possible déménagement en Turquie.